# Gare de Schulen
La gare de Schulen (en néerlandais : station Schulen) est une gare ferroviaire belge de la ligne 35, de Louvain à Hasselt, située à Schulen, section de la ville de Herck-la-Ville, dans la province de Limbourg en Région flamande.
Elle est mise en service en 1865 par le Grand Central Belge. C'est un arrêt sans personnel de la Société nationale des chemins de fer belges (SNCB) desservi par des trains InterCity (IC), Omnibus (L) et d’Heure de pointe (P).

## Situation ferroviaire
Établie à 21 mètres d'altitude, la gare de Schulen est située au point kilométrique (PK) 10,551 de la ligne 35, de Louvain à Hasselt, entre les gares ouvertes de Diest et de Hasselt. Auparavant, elle était positionnée entre la halte de Linkhout et le point d'arrêt de Spalbeek.

## Histoire
La « station de Schulen » est mis en service le 1er juillet 1865 par le Grand Central Belge qui inaugure le même jour la section de Diest à Hasselt.
En 1971, un nouveau bâtiment voyageurs remplace celui d'origine, il est modernisé en 1982.

## Service des voyageurs

### Accueil
Halte SNCB, c'est un point d'arrêt non géré (PANG) à accès libre équipé d'un automate de vente.
La traversée des voies et le passage d'un quai à l'autre s'effectuent par le passage à niveau routier.

### Desserte
Schulen est desservie par des trains InterCity (IC), Omnibus (L) et d’Heure de pointe (P) de la SNCB qui effectuent des missions sur la ligne commerciale 35 (Louvain - Hasselt).
En semaine, il existe toutes les heures un train L de Louvain à Hasselt. Cette desserte est renforcée le matin par trois trains P Hasselt - Louvain et l'après-midi par trois trains P Louvain - Hasselt.
Les week-ends et jours fériés, Schulen est desservie toutes les heures par des trains IC reliant Anvers-Central à Hasselt.

### Intermodalité
Un parc pour les vélos et un parking pour les véhicules y sont aménagés.

## Comptage voyageurs
Ce graphique et tableau montre le nombre de voyageurs embarquant en moyenne durant la semaine, le samedi et le dimanche.
| Nombre de passagers qui embarquent à la gare de Schulen | Nombre de passagers qui embarquent à la gare de Schulen | Nombre de passagers qui embarquent à la gare de Schulen | Nombre de passagers qui embarquent à la gare de Schulen |
|                                                         | Semaine                                                 | Samedi                                                  | Dimanche                                                |
| ------------------------------------------------------- | ------------------------------------------------------- | ------------------------------------------------------- | ------------------------------------------------------- |
| 1977                                                    | 202                                                     | 54                                                      | 38                                                      |
| 1978                                                    | 176                                                     | 37                                                      | 56                                                      |
| 1979                                                    | 173                                                     | 28                                                      | 56                                                      |
| 1980                                                    | 164                                                     | 43                                                      | 55                                                      |
| 1981                                                    | 213                                                     | 36                                                      | 55                                                      |
| 1982                                                    | 192                                                     | 33                                                      | 60                                                      |
| 1983                                                    | 167                                                     | 47                                                      | 60                                                      |
| 1984                                                    | 115                                                     | 37                                                      | 52                                                      |
| 1985                                                    | 99                                                      | 23                                                      | 66                                                      |
| 1986                                                    | 75                                                      | 22                                                      | 41                                                      |
| 1987                                                    | 92                                                      | 25                                                      | 45                                                      |
| 1988                                                    | 104                                                     | 30                                                      | 46                                                      |
| 1989                                                    | 115                                                     | 21                                                      | 43                                                      |
| 1990                                                    | 121                                                     | 26                                                      | 30                                                      |
| 1991                                                    | 126                                                     | 47                                                      | 65                                                      |
| 1992                                                    | 149                                                     | 37                                                      | 51                                                      |
| 1993                                                    | 148                                                     | 30                                                      | 55                                                      |
| 1994                                                    | 165                                                     | 20                                                      | 42                                                      |
| 1995                                                    | 174                                                     | 24                                                      | 57                                                      |
| 1996                                                    | 174                                                     | 29                                                      | 46                                                      |
| 1997                                                    | 176                                                     | 22                                                      | 44                                                      |
| 1998                                                    | 190                                                     | 24                                                      | 58                                                      |
| 1999                                                    | 159                                                     | 18                                                      | 62                                                      |
| 2000                                                    | 186                                                     | 32                                                      | 49                                                      |
| 2001                                                    | 157                                                     | 16                                                      | 44                                                      |
| 2002                                                    | 173                                                     | 34                                                      | 46                                                      |
| 2003                                                    | 147                                                     | 32                                                      | 56                                                      |
| 2004                                                    | 161                                                     | 30                                                      | 77                                                      |
| 2005                                                    | 204                                                     | 31                                                      | 70                                                      |
| 2006                                                    | 247                                                     | 37                                                      | 74                                                      |
| 2007                                                    | 248                                                     | 32                                                      | 62                                                      |
| 2008                                                    | -                                                       | -                                                       | -                                                       |
| 2009                                                    | 224                                                     | 36                                                      | 113                                                     |
| 2010                                                    | -                                                       | -                                                       | -                                                       |
| 2011                                                    | -                                                       | -                                                       | -                                                       |
| 2012                                                    | 263                                                     | 54                                                      | 177                                                     |
| 2013                                                    | 297                                                     | 68                                                      | 203                                                     |
| 2014                                                    | 291                                                     | 52                                                      | 167                                                     |
| 2015                                                    | 250                                                     | 18                                                      | 95                                                      |
| 2016                                                    | 239                                                     | 69                                                      | 211                                                     |
| 2017                                                    | 250                                                     | 59                                                      | 142                                                     |
| 2018                                                    | 256                                                     | 57                                                      | 89                                                      |
| 2019                                                    | 242                                                     | 106                                                     | 186                                                     |
| 2020                                                    | 134                                                     | 59                                                      | 176                                                     |
| 2021                                                    | -                                                       | -                                                       | -                                                       |
| 2022                                                    | 265                                                     | 109                                                     | 250                                                     |
| 2023                                                    | 247                                                     | 103                                                     | 122                                                     |
| 2024                                                    | 244                                                     | 183                                                     | 185                                                     |